# LG Hockey Games 2009

## Výsledky a tabulka
|    |         | SWE     | RUS    | FIN    | CZE   | V | VP | PP | P | Skóre | B |
| 1. | Švédsko | Švédsko | 4:3    | 4:0    | 6:4   | 3 | 0  | 0  | 0 | 14:7  | 9 |
| 2. | Rusko   | 3:4     | Rusko  | 5:4 SN | 6:3   | 1 | 1  | 0  | 1 | 14:11 | 5 |
| 3. | Finsko  | 0:4     | 4:5 SN | Finsko | 5:3   | 1 | 0  | 1  | 1 | 9:12  | 4 |
| 4. | Česko   | 4:6     | 3:6    | 3:5    | Česko | 0 | 0  | 0  | 3 | 10:17 | 0 |

 Česko -  Finsko 3:5 (1:1, 2:1, 0:3)
5. února 2009 - Praha

Branky  Česko: 5:54 Petr Čajánek, 20:18 Radim Vrbata, 33:30 Petr Čajánek

Branky  Finsko: 8:24 Voutilainen, 31:06 Niinimaa, 46:02 Haataja, 51:11 Kapanen, 54:52 Pyörälä

Rozhodčí: Olenin, Ravodin (RUS) - Blümel, Kalivoda (CZE)

Vyloučení: 6:7 (1:4)

Diváků: 16 324
Česko: Kopřiva - Rachůnek, Čáslava, Krstev, Barinka, Kutlák, Platil, Němec, Skrbek - Bednář, J. Hlinka, R. Vrbata - Irgl, Marek, Netík - Kůrka, Čermák, Čajánek - Kumstát, Skuhravý,
V. Nedorost.
Finsko: Tarkki - Lehtonen, Niinimaa, Niskala, Seikola, Jokela, Jaakola, Malmivaara - Hentunen, Kapanen, Koivisto - Voutilainen, Immonen, Laine - Haataja, Santala, Laaksonen - Anttila,
Hahl, Pyörälä.

 Švédsko -  Rusko 4:3 (3:1, 0:1, 1:1)
5. února 2009 - Stockholm

Branky  Švédsko: 1:45 M. Tjärnqvist, 6:08 Widing, 18:16 K. Jönsson, 46:08 Weinhandl 

Branky  Rusko: 11:01 Suglobov, 33:38 Rybin, 47:32 Saprykin.

Rozhodčí: Laaksonen, Rantala (FIN) - Dahmén, Lyth (SWE)

Vyloučení: 6:13 (3:1, 0:1) + Nilson (SWE), Neprjajev, Taratuchin (RUS) 10 min.

Diváků: 10 314
Švédsko: Holmqvist - Mag. Johansson, Ragnarsson, Timander, Tärnström, Akerman, K. Jönsson, Hedman - Weinhandl, Martensson, Omark - Nordgren, Wallin, Berglund - Widing, Davidsson, Thörnberg - Nilson, Andersson, M. Tjärqvist - Harju.
Rusko: Barulin - Žitnik, Guskov, Kuljaš, Višněvskij, I. Nikulin, Kornějev, Kondratěv, Jemelin - Suglobov, Ščastlivyj, Michnov - Radulov, Baďjukov, Saprykin - Perežogin, Taratuchin, Rybin - Kvaša, Neprjajev, Afanasenkov.

 Finsko -  Rusko 4:5  SN  (0:0, 4:1, 0:3 - 0:0)
7. února 2009 - Stockholm

Branky  Finsko: 22:42 N. Kapanen, 23:49 Komarov, 24:48 N. Kapanen, 30:39 Koivisto 

Branky  Rusko: 37:01 Rybin, 46:22 Neprjajev, 46:46 Ščastlivyj, 58:54 Afanasenkov, rsn. Michnov

Rozhodčí: T. Andersson, Sjöberg - Takula, Ahlström (SWE)

Vyloučení: 7:4 (1:1)

Diváků: 6 435
Finsko: Lassila - Lehtonen, Niinimaa, Niskala, Seikola, Jokela, Jaakola, Malmivaara - Pyörälä, N. Kapanen, Hentunen - Voutilainen, Immonen, Laine - Koivisto, Santala, Haataja - Anttila, Hahl, Pyörälä.
Rusko: Jerjomenko - Guskov, Žitnik, Kuljaš, Višněvskij, I. Nikulin, Gončarov, Jemelin, Kondratěv - Suglobov, Ščastlivyj, Michnov - Radulov, Baďjukov, Saprykin - Perežogin, Taratuchin, Rybin - Kvaša, Neprjajev, Afanasenkov. Coach: Vjačeslav Bykov.

 Švédsko -  Česko 6:4 (2:1, 2:2, 2:1)
7. února 2009 - Stockholm

Branky  Švédsko: 7:34 Wallin, 16:34 Omark, 30:48 Berglund, 35:29 Wallin, 44:48 K. Jönsson, 59:40 Harju 

Branky  Česko: 14:11 Tomáš Rolinek, 31:53 Tomáš Rolinek, 38:47 Jan Marek, 52:49 Tomáš Kůrka.

Rozhodčí: Laaksonen, Rantala (FIN) - Winge, Källin (SWE)

Vyloučení: 7:7 (2:1, 1:1)

Diváků: 10 422
Švédsko: Liv - Magnus Johansson, Ragnarsson, Timander, Hedman, Akerman, K. Jönsson, Jonsson, Tärnström - Weinhandl, Martensson, Omark - Nordgren, Wallin, Berglund - Widing, Davidsson, Thörnberg - Nilson, Andersson, Harju.
Česko: Mensator - Rachůnek, Čáslava, Platil, Barinka, Němec, Krstev, Kutlák, Skrbek - R. Vrbata, J. Hlinka, V. Nedorost - Irgl, Marek, Rolinek - Bednář, Čermák, Čajánek - Kumstát, Skuhravý, Kůrka.

 Česko -  Rusko 3:6 (2:2, 1:2, 0:2)
8. února 2009 - Stockholm

Branky  Česko: 10:21 Ondřej Němec, 11:01 Jan Marek, 32:29 Radim Vrbata

Branky  Rusko: 2:29 Rybin, 6:41 Ščastlivyj, 23:51 Saprykin, 39:51 Perežogin, 44:55 Saprykin, 52:59 Michnov

Rozhodčí: T. Andersson, Lärking - Ahlström, Winge (SWE)

Vyloučení: 8:11 (2:3)

Diváků: 1 711
Česko: Kopřiva - Rachůnek, Čáslava, Platil, Barinka, Kutlák, Krstev, Němec - R. Vrbata, J. Hlinka, V. Nedorost - Irgl, Marek, Rolinek - Kůrka, Čermák, Čajánek - Bednář, Kumstát,
Netík.
Rusko: Barulin - Guskov, Žitnik, Kuljaš, Višněvskij, I. Nikulin, Gončarov, Jemelin, Kondratěv -Suglobov, Ščastlivyj, Michnov - Radulov, Baďjukov, Saprykin - Perežogin, Taratuchin, Rybin - Kvaša, Neprjajev, Afanasenkov.

 Švédsko -  Finsko 4:0 (0:0, 1:0, 3:0)
8. února 2009 – Stockholm

Branky  Švédsko: 31:27 Magnus Johansson, 41:02 Martensson, 58:04 Omark, 58:51Widing

Branky  Finsko: nikdo

Rozhodčí: Jeřábek, Homola (CZE) - Lyth, Ulriksson (SWE)

Vyloučení: 10:10 (1:0)

Diváků: 12 283
Švédsko: Holmqvist - Magnus Johansson, Ragnarsson, Timander, Hedman, Akerman, K. Jönsson, Jonsson - Weinhandl, Martensson, Omark - Nordgren, Wallin, Berglund - Widing, Davidsson, Thörnberg - Nilson, Andersson, Harju.
Finsko: Tarkki - Lehtonen, Niinimaa, Niskala, Seikola, Jokela, Jaakola, Malmivaara - Hentunen, N. Kapanen, Pyörälä - Voutilainen, Hahl, Laine - Koivisto, Santala, Haataja - Kuusela, Komarov, Anttila.

## Nejlepší hráči
| Pozice  | Hráč            |
| ------- | --------------- |
| Brankář | Johan Holmqvist |
| Obránce | Kenny Jönsson   |
| Útočník | Niko Kapanen    |

### All-Star-Team
| Pozice  | Hráč              |
| ------- | ----------------- |
| Brankář | Johan Holmqvist   |
| Obránce | Kenny Jönsson     |
| Obránce | Janne Niinimaa    |
| Útočník | Niko Kapanen      |
| Útočník | Maxim Rybin       |
| Útočník | Mattias Weinhandl |